# Paul Poiret
Paul Poiret, född 20 april 1879 i Paris, död 28 april 1944 i Paris, var en fransk modeskapare. Poiret, som förestod ett eget modehus från 1904 till 1929, blev känd för sina enkelt skurna damkläder till vilka han fann inspiration i den franska empirens klädedräkter.
Poiret var en av de främsta modeskaparna i Paris i början på 1900-talet och avskaffade användningen av korsetter till vardags till fördel för mer lättburna plagg. Han lanserade sina plagg på uppmärksammade fester istället för modevisningar och presenterade dem i tidskrifter. Tillsammans med tecknaren Paul Iribe utvecklade han illustrationerna från att enbart visa plagget till ett konstverk med modeller i plagg med kraftiga färger i en svartvit miljö. År 1911 skapade han, som första franska modehus, sin egen parfym. 
Efter första världskriget fick modehuset problem och lades ned 1929.

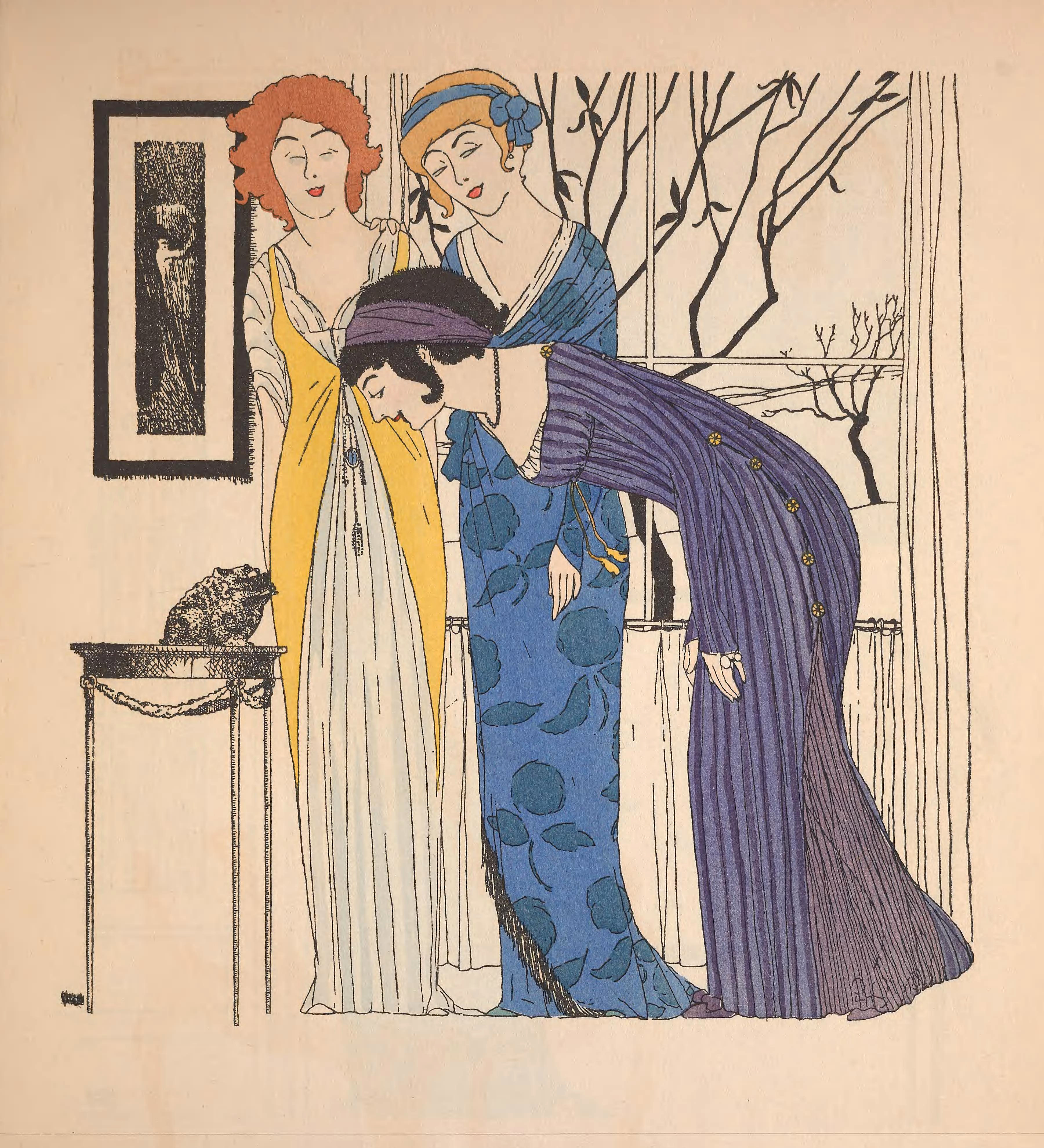
Modeteckning av Paul Iribe.

År 1984 utsågs Poirets tidigare bostad Villa Paul Poiret till Monument historique.